# عرق الذهب
عِرْقُ الذَّهَبِ  أو عرق الذهب المخزني أو أبيكاك (الاسم العلمي: Carapichea ipecacuanha) هو نوع نبات من الفصيلة الفوية.